# 史賓那山

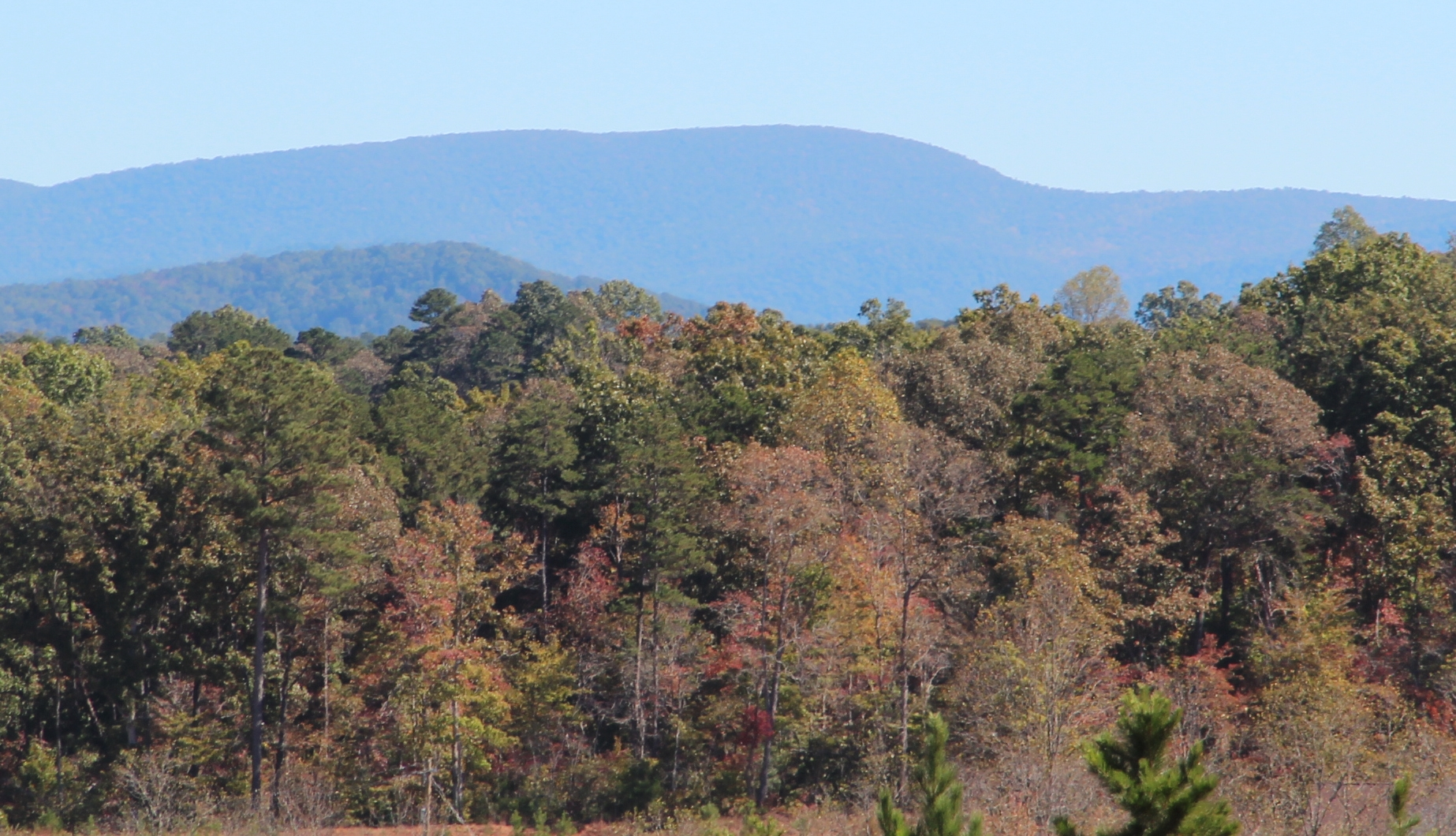
從東艾利嘉眺望史賓那山

史賓那山（Springer Mountain）是一座位於查特胡奇-奧科尼國家森林，寧縣和吉爾默縣交界處的山，該山海拔約3,770英尺（1,149 公尺），屬於喬治亞州北部藍嶺山脈的一部份。自1958年以來，史賓那山成為阿帕拉契小徑和本頓·麥凱步道的最南點。